# Pasiphaeia cristata
Pasiphaeia cristata is een garnalensoort uit de familie van de Pasiphaeidae.